# Jovem Pan FM Campinas
Jovem Pan FM Campinas é uma emissora de rádio brasileira com concessão em Águas de Lindóia e sede em Campinas, ambas cidades do estado de São Paulo e é afiliada à Jovem Pan FM. Pertencente à Rede Conecta - Grupo Mandic, conglomerado de comunicação presente na Grande Campinas e região do Circuito das Águas. Voltada ao público jovem com músicas pop, hip hop americano, rock alternativo, pop rock e com programação jornalística, de variedades e humorística.
Com cobertura na Região Metropolitana de Campinas, Circuito das Águas, Leste Paulista (regiões de Araras, Mogi Guaçu, Mogi Mirim e Leme), região de Jundiai, Bragança Paulista, Campo Limpo Paulista, Várzea Paulista, além de parte do Sul de Minas Gerais.

## História
Inaugurada em 1985 como uma rádio musical focada no rock, era nomeada União FM. Neste modelo, a programação durou quase 10 anos no ar, quando em 1995 se afiliou à Jovem Pan 2 FM. Em seus últimos meses no ar, trocou o rock pela dance music.
Afiliada desde 1 de junho de 1995, atualmente é a segunda maior cobertura no número total de população atingida por uma mesma FM na comparação com as demais estações que atuam como Jovem Pan FM, tendo mais de 9 milhões de habitantes residentes dentro da sua área de abrangência, sendo uma das maiores potências de rádios do interior. Sua antena de transmissão fica em Serra Negra, SP em um dos pontos mais altos do estado.
Trabalha com transmissão da programação da rede Jovem Pan SAT, sem programação local, apenas promovendo eventos na região. Realiza promoções através de suas redes sociais e a Invasão em locais distribuindo adesivos da rádio para os presentes.
Em julho de 2022, a Rede Conecta, grupo de comunicação das Faculdades São Leopoldo Mandic assumiu a emissora e com a nova direção, a emissora terá muitas novidades como a volta do horários locais que não era exibido a um bom tempo. No dia 14, a emissora vai estrear o Jornal da Manhã Regional e as versões locais do Rock n' Pop e do Jurassic Pan.